# Erik Spoelstra
Erik Jon Spoelstra ([ˈspoʊlstrə]), "Coach Spo", född 1 november 1970 i Evanston i Illinois, är en amerikansk baskettränare. Han är sedan 2008 huvudtränare i Miami Heat.

## Lag
- Miami Heat (1997–2008, assisterande)
- Miami Heat (2008–)

## Fotnoter
1. 1 2  FIBA database, FIBA.basketball player ID: 118145, läst: 5 juni 2025.[källa från Wikidata]
2. ↑  College Basketball at Sports-Reference.com, läst: 28 juli 2020.[källa från Wikidata]
3. ↑  Basketball-Reference.com, Basketball-Reference.com NBA tränar-ID: spoeler99c, läst: 24 april 2022.[källa från Wikidata]